# Raión de Gagarin (Smolensk)
El raión de Gagarin (ruso: Гага́ринский райо́н) es un distrito administrativo y municipal (raión) ruso perteneciente a la óblast de Smolensk. Se ubica en la esquina nororiental de la óblast y su territorio limita con las vecinas óblast de Tver y Moscú. Su capital es Gagarin.
En 2021, el raión tenía una población de 44 183 habitantes.
El raión recibe su topónimo en honor al cosmonauta Yuri Gagarin, el primer hombre que viajó al espacio exterior, cuyo lugar de nacimiento, el pueblo de Klúshino, se ubica en el territorio de este distrito.

## Subdivisiones
Desde 2019 comprende cuatro entidades locales que suman un total de 255 localidades. Esas 4 entidades locales son la ciudad de Gagarin (la capital) y los asentamientos rurales de Gagarin (con capital en Klúshino), Karmánovo y Nikólskoye.
Antes de 2019 existían en el raión, junto a la ciudad de Gagarin, los siguientes quince asentamientos rurales:
- Akatovo
- Ashkovo
- Baskakovo
- Gagarin (con capital en Klúshino)
- Yelnia
- Karmánovo
- Máltsevo
- Nikólskoye
- Pokrov
- Potapovo
- Prechístoye
- Rodománovo
- Samuilovo
- Sergo-Ivanovskoye
- Tokarovo